# مقاطعة آدامز (داكوتا الشمالية)
آدامز (بالإنجليزية: Adams)‏ هي إحدى مقاطعات ولاية داكوتا الشمالية في الولايات المتحدة الأمريكية.